# Bitka za Zavrtaljku
Bitka za Zavrtaljku bila je bitka u bošnjačko-hrvatskom sukobu.
U razdoblju od 31. siječnja do 5. veljače, HVO je pokrenuo akciju Zavrtaljka s ciljem zauzimanja dominantnih kota u kiseljačkoj općini.
Zauzimanjem Zavrtaljke, brda oko 3 km jugozapadno od Bilalovca, na cesti Busovača-Kiseljak, s kojeg se pruža pogled na dio bojišnice u Lašvanskoj dolini južno od Busovače, HVO je otežao napredovanje Armije BiH ta tom pravcu i rasteretio pritisak na snage HVO-a u Lašvanskoj dolini.
U borbama s Armijom BiH poginulo je 11 vojnika HVO-a.

## Posljedice
Dana 15. veljače, postrojbe Viteške brigade HVO-a su nakon višednevnih teških borbi zauzele viteško naselje Buhine Kuće, izgubljeno mjesec dana ranije, i time vratiti pod nadzor prometnicu Vitez - Busovača.
Spomen-obilježje poginulima je u Brestovskom, u blizini Zavrtaljke.

## Poveznice
- Bitka za Meoršje
- bitka na Bašinom Brdu
- Bitka za Buhine kuće